# Ipomoea triloba
Espèce
Statut de conservation UICN

 LC  : Préoccupation mineure
Ipomoea triloba est une espèce de plantes dicotylédones de la famille des Convolvulaceae, originaire du  continent américain.
Ipomoea triloba est l'une des 13 espèces sauvages classées dans la série Batatas (Ipomoea subg. Eriospermum Sect. Eriospermum). Cette espèce diploïde est un parent sauvage de la patate douce (Ipomoea batatas).
C'est une plante herbacée annuelle grimpante qui a été introduite dans toutes les régions tropicales du monde, et qui est considérée comme une mauvaise herbe et une plante envahissante dans certaines régions.

## Description

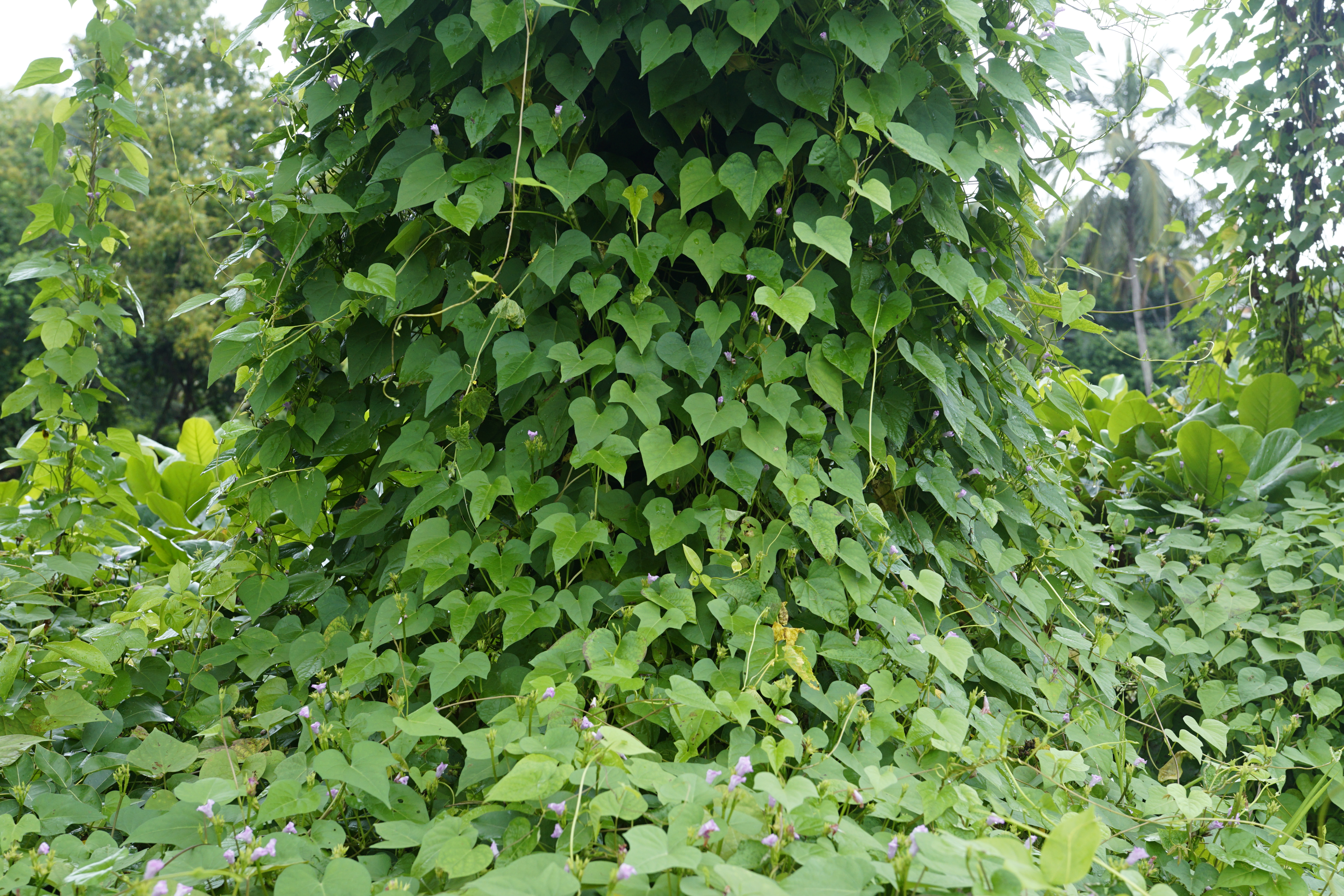
Port de la plante.

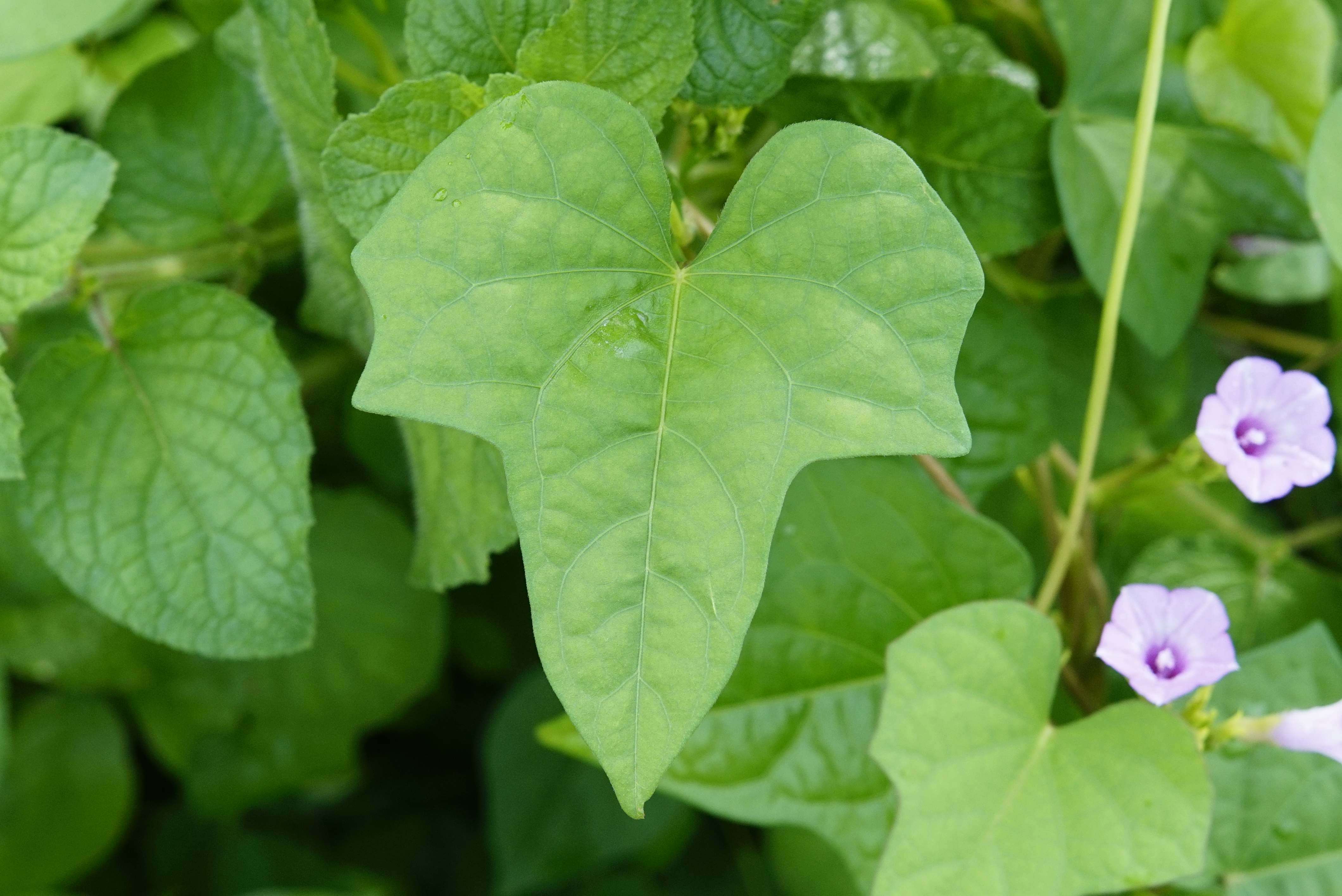
Feuille.

Ipomoea triloba est une plante herbacée annuelle, grimpante ou rampante, à racine pivotante, à sève laiteuse, à feuilles simples et à fleurs en forme d’entonnoir allant du rose au violet pâle.
Les tiges, prostrées ou grimpantes, volubiles, sont généralement très ramifiées, et peuvent atteindre  3 mètres de long. Elles sont glabres ou parfois un peu pubescentes, et plus densément pubescentes au niveau des nœuds. Les feuilles simples, alternes, sont pétiolées. Le limbe foliaire, à la base cordée, de 2 à 12 cm de long sur 2 à 10 cm de large, a un contour ovale à orbiculaire. La marge est entière, grossièrement dentée ou profondément lobée, avec 3 à 5 lobes. Le lobe médian est ovale à lancéolé,.

L'inflorescence, axillaire, ombelliforme ou cymeuse, groupant plusieurs fleurs, rarement une seule.  Le pédoncule de l'inflorescence, long de 1 à 10 cm est robuste, anguleux, glabre, finement verruqueux vers l'apex.
Les fleurs, à symétrie pentamère, généralement rose à violet clair (parfois blanches, en particulier en Afrique de l’Ouest), présentent souvent une zone plus sombre au centre et plus claire au milieu des pétales. Le pédicelle, de 3 à 10 mm de long, est glabre, ferme, anguleux, épaissi au sommet.
Les sépales, au nombre de cinq, un peu inégaux, elliptiques à oblongs, de 6 à 10 mm de long, sont libres et présentent 3 à 5 grandes nervures centrales saillantes et une marge ciliée. La corolle, soudée, infundibuliforme (en entonnoir), de 1,8 à 2 cm de long sur 1,8 à 2,5 cm de diamètre, est glabre, fortement rétrécie à la base, et constituée d'un limbe à 5 lobes mucronuleux courts et obtus. Les étamines, au nombre de cinq 5, sont insérées à l'intérieur du tube de la corolle et généralement incluses dans cette dernière, très rarement plus longs que le tube de la corolle. Les anthères et les filaments sont blancs. Les filaments sont densément pileux à la base, peu couverts de poils incurvés dans la moitié inférieure. L'ovaire, globuleux, pileux, a un nectaire blanc,.

Le fruit est une capsule subglobuleuse,  de 5 à 6 mm de long et de diamètre, à pubescence rude, à parois minces, qui compte à 2 loges et 4 valves. A maturité, il reste entouré par le calice persistant. Les graines, subglobuleuses, glabres, de 2,5 à 3,5 mm de long et de couleur brun-noir, sont généralement au nombre de 4 par capsule.

## Distribution et habitat
L'aire de répartition originelle d’Ipomoea triloba se limitait à l'Amérique tropicale,  du sud des États-Unis et du Mexique, jusqu'au Brésil, en passant par l'Amérique centrale (Honduras britannique, Guatemala, Salvador, Panama), ainsi qu'aux Antilles.
Elle s'étend désormais à l'ensemble des régions tropicales du globe.

Ipomoea triloba se rencontre dans des habitats variés à moyenne et basse altitude, dans les champs cultivés, les prairies, les terres incultes ou marécageuses, dans les haies et les forêts relativement denses dans des situations ombragées ou partiellement  ensoleillées. En Australie, dans le Queensland, c'est une adventice de la canne à sucre et des pâturages tropicaux. À Java, on l'a observée dans les broussailles, les haies vives, les champs de canne à sucre, le long des routes et dans les zones incultes,.

## Taxinomie

### Synonymes
Selon Flora of China :
- Batatas triloba (L.) Choisy
- Convolvulus trilobus (L.) Desrousseaux
- Ipomoea blancoi Choisy

## Liste des variétés
Selon Tropicos (30 septembre 2019) (Attention liste brute contenant possiblement des synonymes) :
- Ipomoea triloba var. eustachiana (Jacq.) Griseb.
- Ipomoea triloba var. quinquefolia Kuntze